# Campionati mondiali di lotta 2006
I campionati mondiali di lotta 2006 si sono svolti al Tianhe Gymnasium di Canton, in Cina, dal 25 settembre al 1º ottobre 2006.

## Nazioni partecipanti
Hanno preso parte alla competizione 596 lottatori in rappresentanza di 75 distinte delegazioni nazionali.
- Albania (1)
- Armenia (12)
- Australia (6)
- Austria (2)
- Azerbaigian (9)
- Bielorussia (21)
- Brasile (2)
- Bulgaria (11)
- Cambogia (2)
- Canada (15)
- Cile (1)
- Cina (21)
- Taipei cinese (7)
- Colombia (7)
- Croazia (2)
- Cuba (10)
- Rep. Ceca (5)
- Danimarca (3)
- Rep. Dominicana (2)
- Egitto (7)
- Estonia (4)
- Micronesia (1)
- Finlandia (7)
- Francia (9)
- Georgia (14)

- Germania (16)
- Gran Bretagna (2)
- Grecia (14)
- Guam (1)
- Guatemala (2)
- Ungheria (14)
- India (17)
- Iran (14)
- Irlanda (1)
- Israele (5)
- Italia (8)
- Costa d'Avorio (3)
- Giappone (21)
- Kazakistan (19)
- Kirghizistan (10)
- Lettonia (2)
- Lituania (6)
- Macedonia (3)
- Isole Marshall (3)
- Messico (2)
- Moldavia (4)
- Mongolia (14)
- Paesi Bassi (3)
- Nuova Zelanda (2)
- Nigeria (2)

- Corea del Nord (7)
- Norvegia (5)
- Palau (2)
- Filippine (9)
- Polonia (12)
- Portogallo (1)
- Romania (11)
- Russia (20)
- Serbia e Montenegro (2)
- Slovacchia (4)
- Slovenia (2)
- Sudafrica (3)
- Corea del Sud (21)
- Spagna (16)
- Svezia (9)
- Svizzera (5)
- Thailandia (3)
- Turchia (15)
- Uganda (1)
- Ucraina (21)
- Emirati Arabi Uniti (2)
- Stati Uniti (21)
- Uzbekistan (13)
- Venezuela (9)
- Vietnam (13)

## Podi

### Lotta greco-romana
| Evento | Oro                         | Argento                        | Bronzo                         |
| 55 kg  | Hamid Sourian Iran          | Rövşən Bayramov Azerbaigian    | Lindsey Durlacher Stati Uniti  |
| 55 kg  | Hamid Sourian Iran          | Rövşən Bayramov Azerbaigian    | Park Eun-chul Corea del Sud    |
| 60 kg  | Joe Warren Stati Uniti      | David Bedinadze Georgia        | Bünyamin Emik Turchia          |
| 60 kg  | Joe Warren Stati Uniti      | David Bedinadze Georgia        | Vyacheslav Djaste Russia       |
| 66 kg  | Li Yanyan Cina              | Kanatbek Begaliev Kirghizistan | Sergey Kovalenko Russia        |
| 66 kg  | Li Yanyan Cina              | Kanatbek Begaliev Kirghizistan | Harry Lester Stati Uniti       |
| 74 kg  | Volodymyr Shatskykh Ucraina | Marko Yli-Hannuksela Finlandia | Manuchar Kvirkelia Georgia     |
| 74 kg  | Volodymyr Shatskykh Ucraina | Marko Yli-Hannuksela Finlandia | Mark Madsen Danimarca          |
| 84 kg  | Mohamed Abdelfatah Egitto   | Nazmi Avluca Turchia           | Aleksej Mišin Russia           |
| 84 kg  | Mohamed Abdelfatah Egitto   | Nazmi Avluca Turchia           | Saman Tahmasebi Iran           |
| 96 kg  | Heiki Nabi Estonia          | Marek Švec Rep. Ceca           | Hamza Yerlikaya Turchia        |
| 96 kg  | Heiki Nabi Estonia          | Marek Švec Rep. Ceca           | Kaloyan Dinchev Bulgaria       |
| 120 kg | Khasan Baroyev Russia       | Mijaín López Cuba              | Siarhei Artsiukhin Bielorussia |
| 120 kg | Khasan Baroyev Russia       | Mijaín López Cuba              | İsmail Güzel Turchia           |

### Lotta libera maschile
| Evento | Oro                          | Argento                          | Bronzo                       |
| 55 kg  | Radoslav Velikov Bulgaria    | Besik Kudukhov Russia            | Namiq Abdullayev Azerbaigian |
| 55 kg  | Radoslav Velikov Bulgaria    | Besik Kudukhov Russia            | Sammie Henson Stati Uniti    |
| 60 kg  | Morad Mohammadi Iran         | Mike Zadick Stati Uniti          | Noriyuki Takatsuka Giappone  |
| 60 kg  | Morad Mohammadi Iran         | Mike Zadick Stati Uniti          | Mavlet Batirov Russia        |
| 66 kg  | Bill Zadick Stati Uniti      | Otar Tushishvili Georgia         | Geandry Garzón Cuba          |
| 66 kg  | Bill Zadick Stati Uniti      | Otar Tushishvili Georgia         | Andriy Stadnik Ucraina       |
| 74 kg  | Ibrahim Aldatov Ucraina      | Ali Asghar Bazri Iran            | Soslan Tigiev Uzbekistan     |
| 74 kg  | Ibrahim Aldatov Ucraina      | Ali Asghar Bazri Iran            | Donny Pritzlaff Stati Uniti  |
| 84 kg  | Sazhid Sazhidov Russia       | Revaz Mindorashvili Georgia      | Reza Yazdani Iran            |
| 84 kg  | Sazhid Sazhidov Russia       | Revaz Mindorashvili Georgia      | Zaurbek Sokhiev Uzbekistan   |
| 96 kg  | Khadzhimurat Gatsalov Russia | Giorgi Gogshelidze Georgia       | Michel Batista Cuba          |
| 96 kg  | Khadzhimurat Gatsalov Russia | Giorgi Gogshelidze Georgia       | Ruslan Sheikhau Bielorussia  |
| 120 kg | Artur Taymazov Uzbekistan    | Kuramagomed Kuramagomedov Russia | Fardin Masoumi Iran          |
| 120 kg | Artur Taymazov Uzbekistan    | Kuramagomed Kuramagomedov Russia | Ruslan Basiev Armenia        |

### Lotta libera femminile
| Evento | Oro                      | Argento                     | Bronzo                       |
| 48 kg  | Chiharu Ichō Giappone    | Ren Xuecheng Cina           | Iwona Sadowska Polonia       |
| 48 kg  | Chiharu Ichō Giappone    | Ren Xuecheng Cina           | Francine De Paola Italia     |
| 51 kg  | Hitomi Sakamoto Giappone | Lindsay Belisle Canada      | Patricia Miranda Stati Uniti |
| 51 kg  | Hitomi Sakamoto Giappone | Lindsay Belisle Canada      | Alena Adashinskaya Russia    |
| 55 kg  | Saori Yoshida Giappone   | Maryia Yahorava Bielorussia | Minerva Montero Spagna       |
| 55 kg  | Saori Yoshida Giappone   | Maryia Yahorava Bielorussia | Ida-Theres Karlsson Svezia   |
| 59 kg  | Ayako Shōda Giappone     | Su Lihui Cina               | Alka Tomar India             |
| 59 kg  | Ayako Shōda Giappone     | Su Lihui Cina               | Nataliya Sinishin Ucraina    |
| 63 kg  | Kaori Ichō Giappone      | Xu Haiyan Cina              | Monika Rogien Polonia        |
| 63 kg  | Kaori Ichō Giappone      | Xu Haiyan Cina              | Helena Allandi Svezia        |
| 67 kg  | Jing Ruixue Cina         | Martine Dugrenier Canada    | Maria Müller Germania        |
| 67 kg  | Jing Ruixue Cina         | Martine Dugrenier Canada    | Eri Sakamoto Giappone        |
| 72 kg  | Stanka Zlateva Bulgaria  | Kyōko Hamaguchi Giappone    | Elena Perepelkina Russia     |
| 72 kg  | Stanka Zlateva Bulgaria  | Kyōko Hamaguchi Giappone    | Kristie Marano Stati Uniti   |

## Classifica squadre
| Class | Lotta libera maschile | Lotta libera maschile | Lotta greco-romana | Lotta greco-romana | Lotta libera femminile | Lotta libera femminile |
| Class | Squadra               | Punti                 | Squadra            | Punti              | Squadra                | Punti                  |
| ----- | --------------------- | --------------------- | ------------------ | ------------------ | ---------------------- | ---------------------- |
| 1     | Russia                | 51                    | Turchia            | 39                 | Giappone               | 67                     |
| 2     | Iran                  | 44                    | Russia             | 34                 | Cina                   | 41                     |
| 3     | Stati Uniti           | 35                    | Stati Uniti        | 34                 | Canada                 | 30                     |
| 4     | Ucraina               | 33                    | Georgia            | 29                 | Russia                 | 28                     |
| 5     | Uzbekistan            | 32                    | Iran               | 27                 | Bielorussia            | 24                     |
| 6     | Georgia               | 32                    | Ucraina            | 26                 | Germania               | 23                     |
| 7     | Bielorussia           | 23                    | Bulgaria           | 18                 | Stati Uniti            | 22                     |
| 8     | Bulgaria              | 22                    | Ungheria           | 16                 | Ucraina                | 22                     |
| 9     | Cuba                  | 18                    | Finlandia          | 15                 | Polonia Svezia         | 19                     |
| 10    | Azerbaigian           | 16                    | Bielorussia        | 15                 | Polonia Svezia         | 19                     |

## Medagliere
| Pos.   | Paese         | Oro | Argento | Bronzo | Totale |
| ------ | ------------- | --- | ------- | ------ | ------ |
| 1      | Giappone      | 5   | 1       | 2      | 8      |
| 2      | Russia        | 3   | 2       | 6      | 11     |
| 3      | Cina          | 2   | 3       | 0      | 5      |
| 4      | Stati Uniti   | 2   | 1       | 6      | 9      |
| 5      | Iran          | 2   | 1       | 3      | 6      |
| 6      | Ucraina       | 2   | 0       | 2      | 4      |
| 7      | Bulgaria      | 2   | 0       | 1      | 3      |
| 8      | Uzbekistan    | 1   | 0       | 2      | 3      |
| 9      | Egitto        | 1   | 0       | 0      | 1      |
| 9      | Estonia       | 1   | 0       | 0      | 1      |
| 11     | Georgia       | 0   | 4       | 2      | 6      |
| 12     | Canada        | 0   | 2       | 0      | 2      |
| 13     | Bielorussia   | 0   | 1       | 2      | 3      |
| 13     | Cuba          | 0   | 1       | 2      | 3      |
| 13     | Turchia       | 0   | 1       | 2      | 3      |
| 16     | Azerbaigian   | 0   | 1       | 1      | 2      |
| 17     | Rep. Ceca     | 0   | 1       | 0      | 1      |
| 17     | Finlandia     | 0   | 1       | 0      | 1      |
| 17     | Kirghizistan  | 0   | 1       | 0      | 1      |
| 20     | Polonia       | 0   | 0       | 2      | 2      |
| 20     | Svezia        | 0   | 0       | 2      | 2      |
| 22     | Armenia       | 0   | 0       | 1      | 1      |
| 22     | Danimarca     | 0   | 0       | 1      | 1      |
| 22     | Germania      | 0   | 0       | 1      | 1      |
| 22     | India         | 0   | 0       | 1      | 1      |
| 22     | Italia        | 0   | 0       | 1      | 1      |
| 22     | Corea del Sud | 0   | 0       | 1      | 1      |
| 22     | Spagna        | 0   | 0       | 1      | 1      |
| Totale | Totale        | 21  | 21      | 42     | 84     |